# Анна Марія Пфальцька
Анна Марія Пфальцька (24 липня 1561 — 29 липня 1589) — шведська принцеса і герцогиня Седерманландська по шлюбу, перша дружина майбутнього короля Швеції Карла IX. Вона померла до вступу чоловіка на престол і ніколи не була королевою.

## Біографія
Анна Марія народилася в Гейдельберзі в сім'ї курфюрста Пфальца Людовіка VI і Єлизавети Гессенської; вона була їхнім первістком. У квітні 1578 року шведський принц Карл, герцог Седерманландський, відвідав рідне місто Гейдельберг і зробив їй пропозицію. Анна Марія була затятою лютеранкою. Саме її релігійність і виховання відповідно з принципами Аугсбургського сповідання були однією з причин, чому вона була обрана протестантом Карлом. Також вона говорила латиною. Її батько прийняв пропозицію союзу за умови, що їй буде надано право сповідувати свою віру в Швеції, якою тоді керував брат Карла — Юхан III — відомий своїми католицькими симпатіями. Весілля відбулося в Гейдельберзі 11 травня 1579 року. Разом з чоловіком поїхала до Швеції, де вони жили в його герцогстві Седерманланд. Вони покинули Німеччину в липні, а у вересні 1579 року Анна Марія прийняла присягу на вірність від підданих у своїх володіннях Грипсхольмі, Тиннельсі та Равсне, місті Стренгнес з парафіями Акерс, Селебо і Дага, а також Оверенхерні та Іттеренхерні.
Портретного зображення Анни Марії не збереглося. Вона була описана як красива, ніжна і дипломатична, але також і вельми хвороблива. Її шлюб з Карлом був щасливим. Її спокійний характер врівноважував гарячий темперамент її чоловіка. Марія вплинула на правління Карла в герцогстві, умовляючи проявляти поблажливість до прохачів. Оскільки вона могла контролювати жахливий характер Карла, до неї часто зверталися прохачі. Вона супроводжувала його в поїздках по герцогству, доки дозволяв термін вагітностей. Анна Марія залишалася відданою лютеранкой: в листах до батька вона висловлювала своє невдоволення поширенням кальвінізму в Зіммерні. Також у 1585 році просила батька прислати їй лютеранського проповідника. Карл описував, що ніхто не міг зрівнятися з нею в релігійній освіті; вона вплинула на Карла, щоб той ще більше підтримував пролютеранську точку зору в політиці.
Анна Марія народила шістьох дітей, але тільки одна дочка прожила більше декількох років. Вона померла у 1589 році в палаці Ескільстуна після тривалої хвороби та була похована в Стренгнесском соборі. Більш пізні огляди її останків показали, що вона була маленькою тендітною брюнеткою.
Герцог Карл гірко оплакував свою дружину. На її честь було названо місто Марієстад, заснований у 1583 році та королівський маєток Марієхольм.

## Діти
Чоловік — Карл IX Ваза, король Швеції
Діти:
- Маргарита Єлизавета (1580 — 26 серпня 1585)
- Єлизавета Сабіна (1582 — 6 липня 1585)
- Людвіг (1583)
- Катаріна (1584 — 1638)
- Густав (1587)
- Марія (1588 — 1589)